# 郎君镇
郎君鎮是中華人民共和國湖北省应城市的一個鎮，位於應城市，得名於鎮內的郎君桥。
郎君镇辖1个社区、29个行政村：郎君街道社区、东村村、西村村、王桥村、大廖村、吴彭村、刘中村、杨咀村、大祁村、胡巷村、鲁大村、邱徐村、兰西村、三屋村、土桥村、程谢村、知府村、胡家村、冲刘村、三左村、上周村、鸭棚村、肖杨村、杨大村、杨万村、万大村、杨树村、龚集村、官渡村、蔡咀村。